# سوائل الذنوحي (المفلحي)

تعديل مصدري - تعديل

سوائل الذنوحي أو بيت الذنوحي هي إحدى قرى عزلة المفلحي بمديرية المفلحي التابعة لمحافظة لحج، بلغ تعداد سكانها 142 نسمة حسب تعداد اليمن لعام 2004.